# Nóra Görbe
Nóra Görbe (ur. 3 września 1956 w Debreczynie) – węgierska piosenkarka i aktorka.

## Życiorys

### Wczesne lata
Nóra Görbe urodziła się 3 września 1956 roku w Debreczynie, jest córką aktora Jánosa Görbe’a. W dzieciństwie trenowała taniec baletowy.

### Kariera
Na ekranie zadebiutowała w 1977 roku rolą w filmie Nyina naplója. Największą rozpoznawalność przyniosła jej rola Lindy Veszprémi w serialu kryminalno-komediowym Linda, w którym grała w latach 1984–1989.
W 1985 roku premierę miała debiutancka płyta muzyczna Görbe zatytułowana Linda – Zöld öv. Rok później ukazał się drugi album studyjny piosenkarki zatytułowany Linda – Kék öv – Hollywood messze van.... W 1987 roku wydany został jej trzeci krążek zatytułowany Linda – Piros öv - Levél Hollywoodból. W 1989 roku artystka zaprezentowała swoją czwartą płytę studyjną pt. Te szeress legalább.

## Życie prywatne
W latach 1976–1992 Görbe była związana z Györgym Gátem, producentem i twórcą serialu Linda. Para ma swoje dzieci: córkę Annę Gát (ur. 1983) i syna Mártona (ur. 1989). W 1992 roku para rozwiodła się. W 2006 roku Görbe wzięła ślub z Péterem Ormosem.

## Filmografia
Spis sporządzono na podstawie materiału źródłowego.

### Filmy
- 1977: Nyina naplója
- 1978: Meztelenül
- 1979: Tiszteletem, föorvos úr
- 1979: A gyilkos köztünk van jako Catherine
- 1979: Porażenie prądem
- 1980: Fabiana spotkanie z Bogiem
- 1980: A siketfajd fészke jako Ariadna
- 1982: Sep
- 1983: Elcserélt szerelem jako Magdi
- 1984: A rágalom iskolája
- 2017: Tékasztorik jako matka

### Seriale
- 1978: Ítélet elött (miniserial)
- 1981: Családi kör
- 1982: Faustus doktor boldogságos pokoljárása (miniserial)
- 1987: Série noire jako Eva
- 1984–1989: Linda
- 1989: Zsarumeló (miniserial)
- 2002: Linda (miniserial)

### Dubbing
- 1983: Könnyü testi sértés jako Éva
- 1983: Bunt Hioba jako Ilka

## Dyskografia

### Albumy studyjne
- Linda – Zöld öv (1985)
- Linda – Kék öv – Hollywood messze van... (1986)
- Linda – Piros öv - Levél Hollywoodból (1987)
- Te szeress legalább (1989)